# Isla Motiti

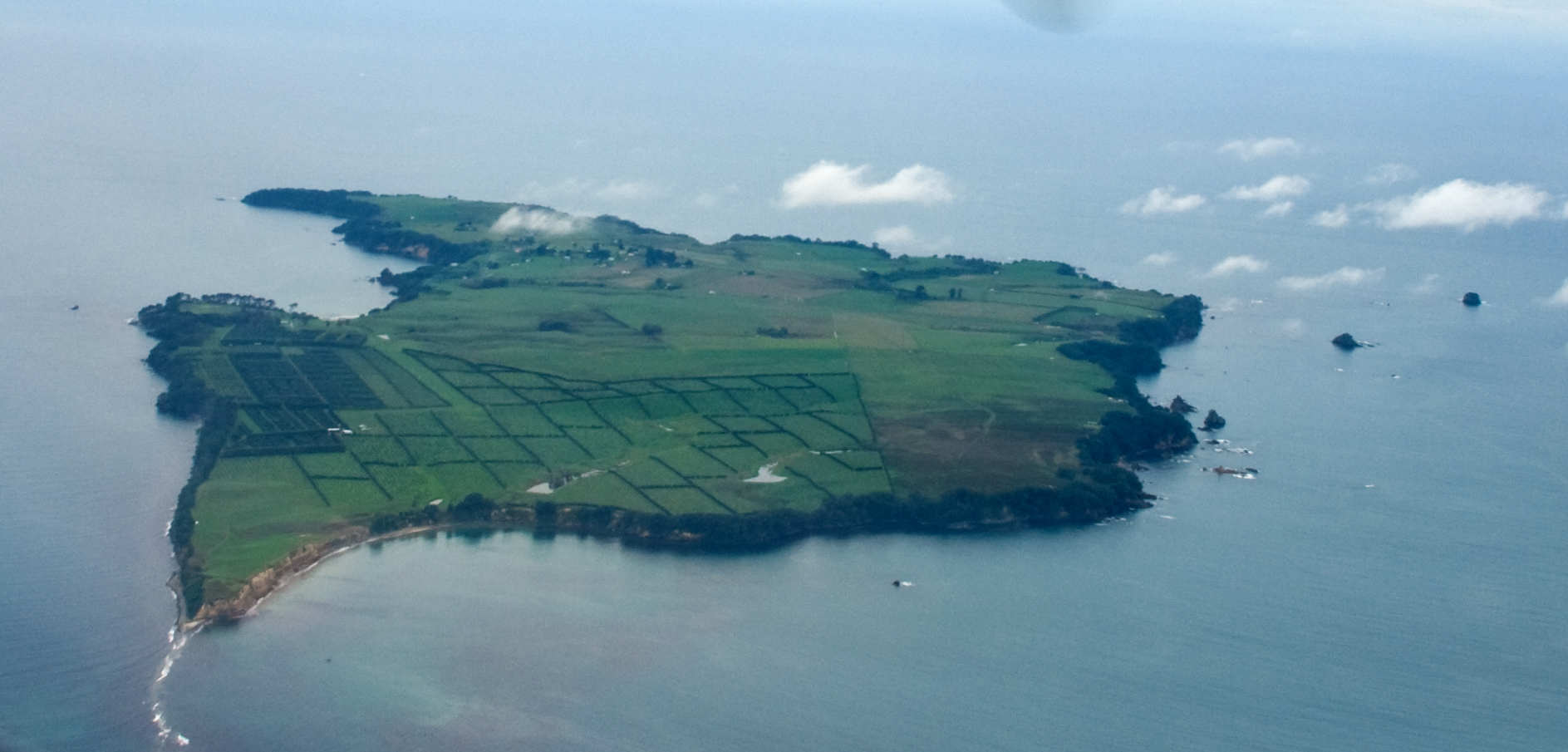
Vista aérea de la Isla Motiti.

La Isla Motiti es una isla localizada en Bay of Plenty, una región de la Isla del Norte de Nueva Zelanda. A 21 kilómetros al noreste de Tauranga y 9,4 km al noereste de Papamoa. De acuerdo con el censo de 2006 tiene 27 habitantes estables.
Es una isla relativamente plana cubriendo alrededor de 10 km², compuesta en su mayor parte por roca volcánica, y sedimentos más recientes en la parte sur. La principal actividad en la isla es la agricultura.